# リスドゥーンバーナ
リスドゥーンバーナ（英: Lisdoonvarna, アイルランド語:Lios Dúin Bhearna）は、アイルランドのクレア県にある800人の人口の温泉町である。

## 概要
音楽と祭りで有名な町である。毎年9月には、ヨーロッパで一番大きな見合いイベントが町で開かれ、4万人以上の夢見る農家の独身者が参加し、祝宴が開かれる。この1カ月間続くイベントは、観光客の重要な楽しみとなる。現在の仲人はウィリィ・ダリーで、4代目の仲人である。
現在では行われていない音楽祭は、町の近くで開かれていた。これはアイルランドのフォークシンガーであるクリスティ・ムーアによって同じ名前の歌で賞賛されていた。この音楽祭は1980年代の初頭まで行われていた。
アイルランド語の町名 Lios Dúin Bhearna の lios dúin は「囲まれた砦」、 bhearna が「峡谷」で、「峡谷に囲まれた砦」の意味となる。この名前の中にある砦とは、土で作られたリスドゥーンバーナの砦であると信じられており、この砦は町の北東へ3km行った場所にあるノルマン時代の城跡の近くにあったと考えられている。
リスドゥーンバーナの国立学校 (Lisdoonvarnas National School) は、全アイルランド・クイズで4人の子供が2位になるという成績を残した。翌年には優勝、その翌年には5位という好成績を残している。